# Dajana Pefestorff

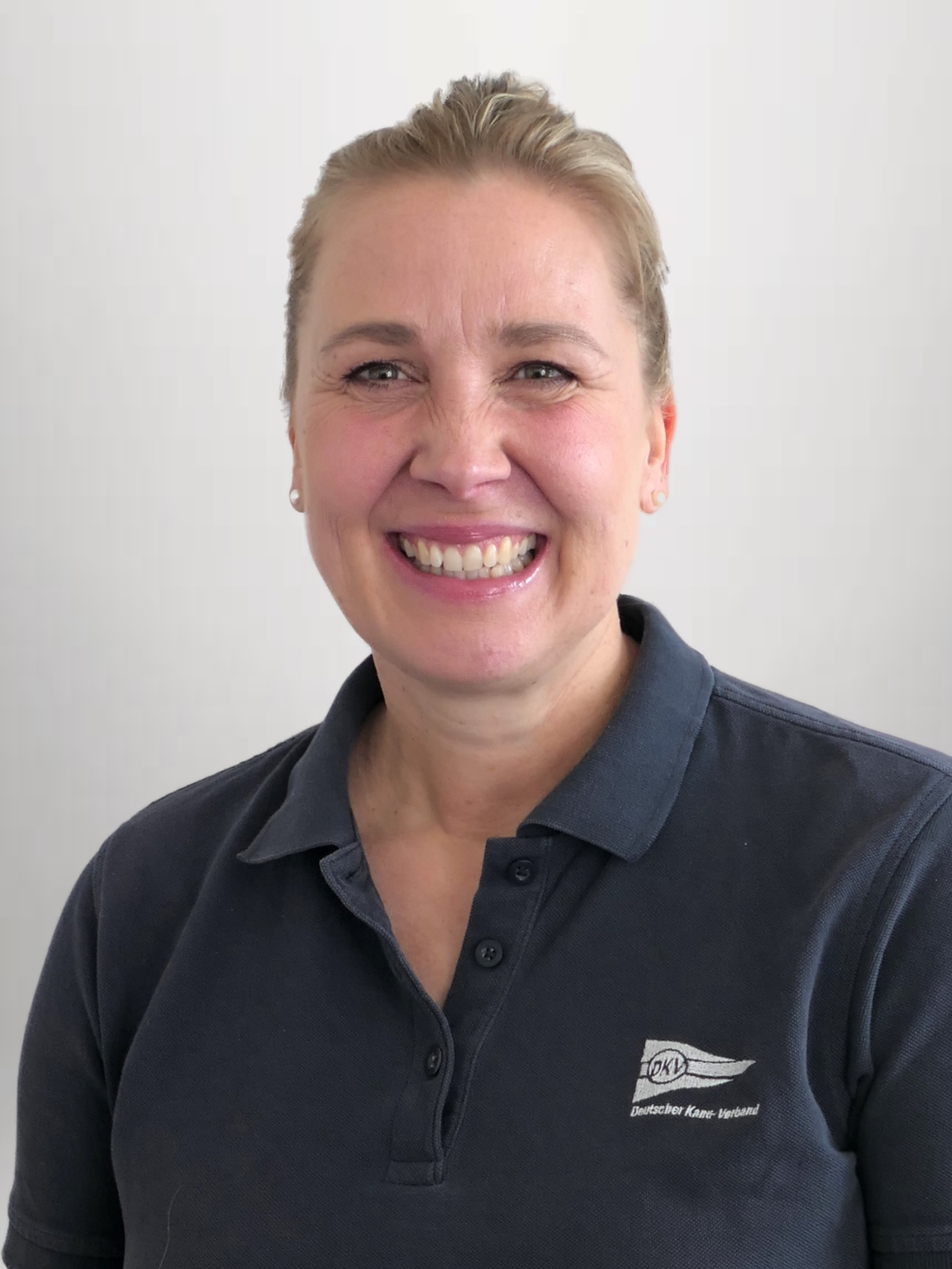
Dajana Pefestorff, 2025

Dajana Pefestorff (* 3. Dezember 1973 in Potsdam) ist eine deutsche Kanusportfunktionärin und seit dem 20. April 2024 Präsidentin des Deutschen Kanu-Verbandes. Sie ist die erste Frau, die dieses Amt in der Geschichte des Verbandes innehat.

## Leben und Karriere
Dajana Pefestorff wurde in Potsdam geboren und stammt aus einer Familie mit einer tiefen Verwurzelung im Kanusport. Ihre Mutter und ihr Bruder waren aktive Kanu-Rennsportler. 
Pefestorff war in ihrer Kindheit und Jugend im Kanusport aktiv. Ihre ehrenamtliche Laufbahn im Kanusport begann sie  2007 bei den Wassersportfreunden Pirschheide e.V., wo sie sich in verschiedenen Bereichen, wie der Öffentlichkeitsarbeit, dem Elternbeirat und der Organisation der „Manfred Glöckner-Gedenkregatta“, engagierte. 2016 trat sie in das Präsidium des Landes-Kanu-Verbandes Brandenburg ein und wurde 2019 zur Präsidentin des Verbandes ernannt, nachdem sie zuvor bereits kommissarisch diese Funktion ausgeübt hatte.
 Am 20. April 2024 wurde Pefestorff beim außerordentlichen Kanutag in Osnabrück einstimmig zur Präsidentin des Deutschen Kanu-Verbandes gewählt, als Nachfolgerin von Jens Perlwitz. Sie ist die erste Frau in der Geschichte des Verbandes, die dieses Amt innehat.
Pefestorff sieht im Kanusport nicht nur eine sportliche, sondern auch eine gesellschaftliche Aufgabe. Sie betont die Bedeutung von Werten wie Respekt, Fairplay und Teamgeist, die im Kanusport vermittelt werden. Ihr Ziel ist es, den Sport für alle zugänglich zu machen, Talente zu fördern und die Gemeinschaft innerhalb des Verbandes zu stärken.

## Engagement für Nachhaltigkeit
Seit 2019 setzt sich Pefestorff verstärkt für nachhaltiges Handeln in Wirtschaft und Sport ein. Sie ist Mitglied im ständigen DKV-Ausschuss „KanuMorgen“ und war maßgeblich an der Entwicklung des DKV-Positionspapiers „Klimaschutz im Kanusport“ beteiligt. Zudem wirkte sie an der Erstellung von Handlungsempfehlungen für umweltbewusstes Verhalten und Paddlern mit.